# Perfluorohexiloctano
El perfluorohexiloctano, también llamado EvoTears  (Europa), NovaTears  (Australia, Nueva Zelanda) y Miebo  (EE. UU.), es un medicamento utilizado para tratar la enfermedad del ojo seco. Es un alcano semifluorado. 
El perfluorohexiloctano está disponible en varios mercados desde 2015 llamada EvoTears o NovaTears, y además fue aprobado para el uso médico en los Estados Unidos en mayo de 2023 llamada Miebo.La Administración de Alimentos y Medicamentos de Estados Unidos (FDA) lo considera un medicamento de primera clase. 
Cuando el perfluorohexiloctano se vende bajo los nombres EvoTears o NovaTears, está disponible en varios países sin receta médicaa un costo de NZ$34,00,AUD: $30,y €30 para un suministro de aproximadamente un mes. Cuando se vende en los Estados Unido bajo el nombre Miebo, se requiere una receta médica.

## Usos médicos
El perfluorohexiloctano está indicado para el tratamiento de los signos y síntomas de la enfermedad del ojo seco.  